# ويليام براكنريدغ
ويليام براكنريدغ (بالإنجليزية: William Brackenridge)‏ هو سرخسياتي ‏ ومهندس المناظر الطبيعية وعالم نبات أمريكي، ولد في 1810 في آير في المملكة المتحدة، وتوفي في 1893 في بالتيمور في الولايات المتحدة.